# Combate de la Alameda de Concepción
La Batalla de la Alameda de Concepción fue un enfrentamiento armado de la Patria Nueva chilena ocurrida en el marco de la llamada Guerra a Muerte, librada el 27 de noviembre de 1820 entre patriotas y realistas.
Ramón Freire, después de derrotar a Vicente Benavides en el Combate Vegas de Talcahuano se dirigió a la ciudad de Concepción, distante unos 16 kilómetros. Benavides, el líder guerrillero, le presentó batalla en el lugar que después se denominaría Alameda Vieja de Concepción, situado en lo que hoy se denomina La Pampa (más o menos entre calle Cruz y Av. Ejército).
Los Dragones de la Patria y los Cazadores, comandados por José María de la Cruz conjuntamente con los cuerpos de milicias de caballería, comandados por Pedro Barnechea y por el sargento mayor Francisco Javier Manzano de la Sotta, cargaron violentamente sembrando la confusión en las tropas leales al rey de España, provocando un cambio de actitud en el cuerpo de Cazadores de Coquimbo, quienes se traspasaron a las tropas de Freire al grito de "¡Viva la Patria!". 
En este combate murió el joven capitán Don Miguel Luarte junto a un sargento, dos tambores y ocho soldados. Don Miguel Luarte, vecino de Los Ángeles, había hecho la campaña de la Patria Vieja para, después del Desastre de Rancagua, refugiarse en Mendoza, Argentina junto al resto de los que huyeron de La Reconquista.
Posteriormente, junto al Ejército Libertador, participò en Chacabuco y Maipù, con conocidos vecinos y parientes de Los Ángeles.
Después del Combate de La Alameda, fue sepultado en la Capilla del hospital San Juan de Dios en Concepciòn.< Historia de Chile Diego Barros Arana>
Las tropas restantes de Benavides murieron bajo los sables de la caballería patriota. Pero éste logró salvarse una vez más, huyendo del lugar en su resistente caballo. 